# フォックス・ミュージック
フォックス・ミュージック（Fox Music）はアメリカ合衆国の20世紀スタジオ（ウォルト・ディズニー・カンパニー）の音楽部門であり、ハリウッド・レコード（ディズニー・ミュージック・グループ）の1部門である。

## 概要
フォックス・ミュージックはアメリカ合衆国の映画会社20世紀スタジオの音楽部門である。『アバター』などの映画内のミュージックを発売していたりする。
2019年にウォルト・ディズニー・カンパニーが、20世紀フォックス（21世紀フォックス）を買収が完了と発表されたためディズニー・ミュージック・グループの1部門となり、フォックス・ミュージックはディズニー傘下のハリウッド・レコードのサブレーベルとなったが、2020年、ディズニーが「フォックス」ブランドを消滅したため、フォックス・ミュージックはハリウッド・レコードに吸収合併した。現在フォックス・ミュージックは、ディズニーの買収前に20世紀スタジオのサウンドトラックレーベルの法的名称のみ使用している。

## 登場アーティスト
- アラン・シルベストリ
- アルフレッド・ニューマン
- エルマー・バーンスタイン
- ジェームズ・ホーナー
- ジェームズ・ニュートン・ハワード
- ジェリー・ゴールドスミス
- ジョン・デブニー
- ジョン・パウエル
- ジョン・ウィリアムズ
- レナード・ローゼンマン
- メーガン・トレイナー
- バーナード・ヘルマン
- デビッド・アーノルド
- デビッド・ニューマン